# Upplands runinskrifter 727
Upplands runinskrifter 727 är en vikingatida runristning på ett stenblock av granit i Tängby, Lund, Löts socken och Enköpings kommun. Runhöjden är 6-11 centimeter. Ristningen är inte signerad men har attribuerats till runristaren Balle.

## Inskriften
Translitterering av runraden:
...(r)iʀ ' auk ' iki-...-r ' auk ' sbiuti ' auk ' sbioulbuþi ' þaiʀ ' letu ' hakua stain ' (þ)...a ' at ' suain ' faþur ' sen ' kouþan ' kuþ ... ' ... -el... ...s ' ...n ' ha(n) ...ni ' ...
Normalisering till runsvenska:
[Þo]riʀ(?) ok Ingi[fast]r(?) ok Spiuti ok Spiallbuði þæiʀ letu haggva stæin þ[enn]a at Svæin, faður sinn goðan. Guð ... ... [s]el[u han]s ... hann ... ...
Översättning till nusvenska:
Tore och Ingefast och Spjute och Spjallbode de läto hugga denna sten efter Sven, sin gode fader. Gud ... hans själ ... han ...